# 小柳基
小柳 基（こやなぎ もとい、1960年1月4日 - ）は、日本の俳優、声優。北海道出身。リマックス所属。

## 略歴
桐朋学園芸術短期大学芸術学部演劇科中退。
かつては演劇実験室天井桟敷、テアトロ海、田中プロモーション、第六感事務所に所属していた。

## 人物
趣味はドライブ、旅行、オートバイ、散歩。特技は普通自動車免許、大型自動二輪。

## 出演
太字はメインキャラクター。

### テレビアニメ
2007年
- DEATH NOTE（ジョン・マッケンロー）
- シグルイ（軍蔵）

2008年
- 秘密 〜The Revelation〜（米田雄一、職員）
- 魍魎の匣（寺内、駅員、記者B、ベテラン刑事）

2009年
- 戦場のヴァルキュリア（ロージーの父、指揮官、操縦士、オペレーター）
- ONE OUTS -ワンナウツ-（中島コーチ）
- 蒼天航路（魏続、盗賊C、老宦官、役人、司会者、宦官B、袁紹の部下）
- 青い文学シリーズ
  - 「人間失格」（町内会長）
  - 「桜の森の満開の下」（夫、男2）

- 空中ブランコ（根本監督）
- フレッシュプリキュア!（スタッフ）
- 銀魂（2009年 - 2011年、宿無五十六、大使、公園のヌシ、桜島千春の父） - 2シリーズ

2010年
- 黒執事II（考古学者）

2011年
- 逆境無頼カイジ 破戒録篇（工場長、従業員B、従業員C、黒服A、客B）

2014年
- SHIROBAKO（2014年 - 2015年、杉江茂）

2015年
- 牙狼〈GARO〉-炎の刻印-（マヌエル）

2016年
- 初恋モンスター（校長）

2018年
- グラゼニ（解説者、出川、カーナビーツの監督）
- ロード オブ ヴァーミリオン 紅蓮の王（道明寺羅漢）
- 軒轅剣 蒼き曜（衛兵、兵士）
- ちびまる子ちゃん（用務員のおじさん）

2019年
- なむあみだ仏っ!-蓮台 UTENA-（次郎、村長）
- 厨病激発ボーイ（おじいさん）
- 警視庁 特務部 特殊凶悪犯対策室 第七課 -トクナナ-（公安部長）

2020年
- pet（管理人、チョウ）
- おじゃる丸（2020年 - 、おまわりさん、トミー〈田村富美男〉〈2代目〉、亡き者 他）

2021年
- ゴジラ S.P ＜シンギュラポイント＞（小島源蔵）

2023年
- REVENGER（比良田厳信）
- とんでもスキルで異世界放浪メシ（ランベルト）
- 老後に備えて異世界で8万枚の金貨を貯めます（ライデン）
- おとなりに銀河（島民）

2024年
- アン・シャーリー（トマス・リンド）

### 劇場アニメ
- TRIGUN Badlands Rumble（2010年）
- 手塚治虫のブッダ -赤い砂漠よ!美しく-（2011年）
- 劇場版 SHIROBAKO（2020年、杉江茂[11][12]）

### OVA
- BLACK LAGOON Roberta's Blood Trail（2010年 - 2011年、プライヤチャット、ホーナー、司祭）
- SUPERNATURAL: THE ANIMATION（2011年、ウィリー、看守、モーテルの主人）

### ゲーム
- 謎惑館 〜音の間に間に〜（2011年）
- ラングリッサーI&II（2019年、ベルンハルト[13]）
- ウィザーズ シンフォニー（2019年、メシュセラ[14]）
- 十三機兵防衛圏（2019年、尾西平三[15]）
- ハーヴェステラ（2022年、ユニコーン）
- アーマード・コアVI ファイアーズオブルビコン（2023年、コールドコール）
- ヒラヒラヒヒル（2023年、常見敬次郎）
- カイジ外伝：激熱の街（2024年、坂崎孝太郎、村岡隆）
- モンスターハンターワイルズ（2025年）

### ドラマCD
- 無限のフロンティアEXCEED×スーパーロボット大戦OG スペシャルドラマCD「無限の扉絵」（パイロットA、マッドネットA）
- Fate/Prototype 蒼銀のフラグメンツ Drama CD（伊勢三玄莉[16]）

### 吹き替え

#### 映画
- ブルース・リー伝説（2003年、ウィリアム）
- デトネーター（2006年）※ソフト版
- デビル・リベンジャー 復讐の殺人者（2008年、ハワード〈ブルース・ダーン〉）
- エージェント・オブ・ウォー（2009年、ジョン・マクラフリン）
- エンバー 失われた光の物語（2009年、スル〈マーティン・ランドー〉）
- 最高のともだち（2009年、ダンカン牧師〈フランク・ランジェラ〉、パパスの父親〈マーク・マーゴリス〉、空港チケット係〈ウィリー・ガーソン〉）
- 鉄板スポーツ伝説
- トランスポーター3 アンリミテッド（2011年）※テレビ朝日版
- ぼくのエリ 200歳の少女（2011年、ペーテル・カルベリ）
- ナタリー（2013年、シャルル）

#### ドラマ
- ギルモア・ガールズ
- THE TUDORS〜背徳の王冠〜（2009年、トマス・クロムウェル〈ジェームズ・フレイン〉）

#### アニメ
- 怪盗グルーのミニオン超変身（2024年、ネファリオ博士〈2代目〉[17]）

### ナレーション
- CM「中国電力」
- パチスロ必勝ガイドDVD
- 報道特集
- マンスリーNECO
- 夢十夜公開特別番組

### テレビドラマ
- 誇りの報酬 第16話「三河湾に哀歌をきいた」（1986年、NTV / 東宝） - 金庫破り

### 舞台
- 青ひげ公の城
- 青森のキリスト
- 命ある日に
- 海馬の果て
- 観客席
- 午後のない1日
- 近藤を待ちながら
- だましていかせて
- レミング

### その他コンテンツ
- 小学館 うごくまんがデジコロ「でんぢゃらすじーさん邪 」（校長、怖そうな人）
- CRさくらももこ劇場コジコジ2（ゲラン）

### シリーズ一覧
1. ↑  第1期（2009年 - 2010年）、第2期『銀魂'』（2011年 - 2012年）

1. 1 2 3 4 5  “小柳 基”.  +-- REMAX --+. 2025年6月17日閲覧。
2. ↑  “小柳基”. 日本タレント名鑑.   VIPタイムズ社. 2025年6月17日閲覧。
3. ↑  “アニメーター杉江茂”.   『SHIROBAKO』. 2023年1月21日閲覧。
4. ↑  “アニメ「おじゃる丸」上田敏也さん後任　2代目トミーは小柳基　4日から25S　放送時間20年ぶり朝へ”. Sponichi Annex.  スポーツニッポン (2022年4月1日). 2025年6月17日閲覧。
5. ↑  nhk_animeworldのツイート、2025年6月17日閲覧。
6. ↑  第1話初出
7. ↑  第7話初出
8. ↑  第11話初出
9. ↑  第9話初出
10. ↑  第12話初出
11. ↑  “STAFF/CAST”. 劇場版『SHIROBAKO』. 2020年3月4日閲覧。
12. ↑  『劇場版「SHIROBAKO」』パンフレット（ムービック） , 22頁。
13. ↑  “キャラクター”. ラングリッサーI&II 公式サイト. 2018年9月6日閲覧。
14. ↑  “CHARACTER”.  アークシステムワークス. 2019年1月17日閲覧。
15. ↑  “CHARACTER”. 『十三機兵防衛圏』公式サイト. 2019年9月27日閲覧。
16. ↑  Inc., Aniplex. “ドラマCD「Fate/Prototype 蒼銀のフラグメンツ」”. fate-pt-sougin.com. 2018年12月4日閲覧。
17. ↑  “怪盗グルーのミニオン超変身　－日本語吹き替え版”. 吹替キングダム (2024年8月1日). 2024年8月1日閲覧。